# Hubert Hughes
Pour les articles homonymes, voir Hughes.
Hubert Benjamin Hughes, né le 15 octobre 1933 à South Hill et mort le 7 mai 2021, est un homme politique britannique d'Anguilla, Ministre en chef d'Anguilla à trois reprises.

## Biographie
Hubert Benjamin est né dans une famille de pêcheurs de South Hill, le septième de huit enfants. Il suit sa scolarité primaire à Anguilla avant de partir à Saint-Christophe-et-Niévès pour effectuer sa scolarité secondaire. Il complète sa formation en économie avec des cours par correspondance de l'Université d'Oxford. Il part ensuite vivre huit ans et demi environ en Grande-Bretagne pour trouver du travail et revient à Anguilla au début des années 1960.
Il s'investit alors dans le champ politique au sein de la fédération Saint-Christophe-Niévès-Anguilla, en particulier auprès de Robert Bradshaw qui défend l'idée d'une indépendance de la fédération. Il se présente comme représentant d'Anguilla lors des élections de 1961 au parlement de Saint-Christophe-Niévès-Anguilla, mais n'est pas élu. Lors de la révolte de 1967 des anguillais qui veulent se séparer de Saint-Christophe-et-Niévès, Hugues maintient un profil bas.
En 1976, il se présente comme candidat indépendant aux élections législatives et devient ainsi le seul député de l'opposition face au gouvernement de Ronald Webster. En 1977, il participe au vote de défiance qui oblige à la démission de Webster et soutient la nomination d'Emile Gumbs, plus modéré que Webster, comme Ministre en Chef. En 1979, il forme le Mouvement uni d'Anguilla et se rapproche de Ronald Webster. Lors des élections de 1980, il est réélu sous l'étiquette du Mouvement uni d'Anguilla et devient vice-Ministre en chef et ministre des Ressources naturelles, du Tourisme et des Communications. Après avoir rompu avec Ronald Webster, ce dernier convoque de nouvelles élections le 22 juin 1981 et Hubert Hughes perd son siège comme l'ensemble des autres élus de l'AUM
Pour les élections de 1984, il rejoint au dernier moment l'Alliance nationale d'Anguilla d'Emile Gumbs. Il est réélu et devient ministre des Finances. 
En 1994, il est nommé Ministre en chef d'Anguilla bien que le Mouvement progressiste d'Anguilla ne soit arrivé que troisième lors des élections du 16 mars 1994, il prend la tête d'une coalition avec le Parti démocratique d'Anguilla arrivé deuxième et dirigé par Victor Banks. 
La coalition remporte les élections de 1999, grâce à la bonne situation économique, notamment le faible taux de chômage. Cependant, quelques mois plus tard, Victor Banks démissionne du gouvernement et son parti quitte la coalition. Hughes doit alors convoquer des élections en mars 2000. La campagne électorale est dominée par des accusations de corruption, l'utilisation abusive des fonds gouvernementaux par les députés alors que l'île venait d'être touchée par l'Ouragan Lenny. L’opposition menée par Osbourne Fleming remporte les élections, mais Hughes est réélu et devient Leader de l'Opposition. Il conserve son siège de député lors des élections de 2005, mais reste le seul élu de l'AUM, le gouverneur, Alan Huckle, décide alors de ne pas désigner de Leader de l'Opposition.
En 2009, Osbourne Fleming annonce qu'il ne se représentera pas aux élections prévues en 2010 et propose que Victor Banks lui succède comme leader de la coalition au pouvoir. Les élections ont lieu le 15 février 2010, mais c'est l'AUM qui remporte quatre sièges sur sept bien qu'il ne remporte que 32,68% des voix, contre 39,37% des voix pour le Front uni d'Anguilla sortant qui n'emporte que deux sièges. Hubert Hugues redevient Ministre en chef d'Anguilla pour la seconde fois. Son second mandat est marqué par des tensions avec le gouvernement du Royaume-Uni dirigé par David Cameron qui veut l'obliger à des baisses de dépenses. Hugues refuse cependant de couper dans la masse salariale de la fonction publique anguillaise et lors d'un discours prononcé le 30 mai 2011, il appelle ses compatriotes à considérer l'hypothèse d'un relâchement des liens avec le Royaume-Uni. En 2014, il décide de ne pas se représenter lors des élections de 2015 et confie la direction de l'AUM à Ellis Webster. Il se retire alors de la vie politique.